# Corsica Viva
Il Corsica Viva è stato un traghetto, appartenuto alla compagnia di navigazione italiana Corsica Ferries dal 1980 al 1998.

## Servizio
Sesta di una serie di sette unità commissionate ai cantieri navali tedeschi Werft Nobiskrug GmbH di Rendsburg (tranne l'ultima della classe, il Leinster, che viene costruita nei cantieri navali Verolme Cork Dockyards di Cork per la B+I Line) dalla Lion Ferry nel 1963 per i collegamenti tra Svezia e Germania, le prime quattro entrano in servizio per essa mentre le ultime tre vengono vendute alla compagnia irlandese B+I Line ed entrano in servizio tra il 1968 e il 1969 (tra cui l'Innisfallen).
Viene varata presso i cantieri navali tedeschi Werft Nobiskrug GmbH di Rendsburg il 7 dicembre 1968 con il nome di Innisfallen e venendo consegnata alla B+I Line il 28 marzo 1969. Entra in servizio il 2 maggio dello stesso anno sulla rotta Swansea-Cork.

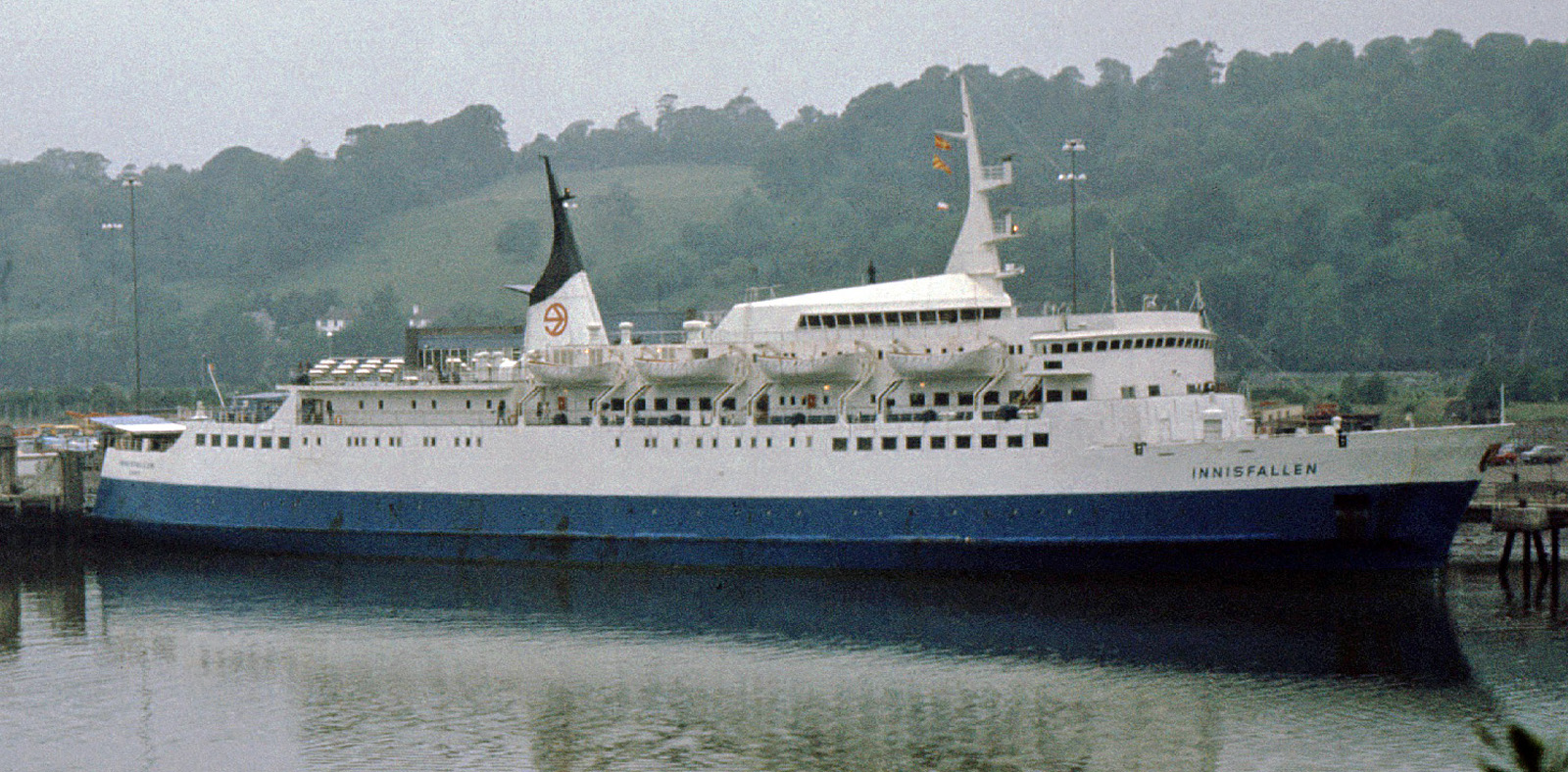
L' Innisfallen a Cork nel 1974.

Da gennaio a marzo 1978 l'Innisfallen viene impiegata sulla Dublino-Liverpool. Da gennaio al 13 febbraio 1980 la nave torna in linea tra i porti di Swansea e Cork.
A febbraio 1980 viene acquistata dalla compagnia di navigazione italiana Corsica Ferries, terminando il servizio per la B+I Line il 13 febbraio, partendo dopo qualche giorno per Livorno, dove vengono svolti i lavori di adeguamento prima dell'entrata in servizio.
Il 23 febbraio cambia nome in Corsica Viva, entrando in servizio successivamente sui collegamenti tra Italia, Francia e Corsica.
Nel 1985 la nave viene noleggiata alla Dominican Ferries (succursale del gruppo Corsica Ferries), che la impiega tra Porto Rico e Santo Domingo con il nome di Dominican Viva fino al 1988, quando la Dominican Ferries cessa l'attività. Nello stesso anno la Dominican Viva ritorna a Corsica Ferries che la ribattezza Corsica Viva I e la inserisce inizialmente sulla Porto Santo Stefano-Bastia-Livorno e sulla La Spezia-Bastia e successivamente inaugura la nuova linea Savona-Ajaccio-Porto Torres. Nel 1992 viene trasferita a Sardinia Ferries che la inserisce sulla Livorno-Olbia assieme al Sardinia Vera con il nome di Sardinia Viva. Nel 1993 l'armatore Pascal Lota tenta di riattivare i collegamenti nei Caraibi con il Sardinia Viva tramite la nuova compagnia Caribia Ferries, cambiando nome in Caribia Viva ed entrando in linea tra Pointe-à-Pitre e Fort-de-France a ottobre 1993. Tuttavia il collegamento non ottiene il successo sperato e la nave nell'aprile 1994 rientra in italia, venendo posta in disarmo nel porto della Spezia in attesa di nuovi impieghi.
A luglio viene noleggiata inizialmente dalla San Paolo Ferries, venendo inserita sul collegamento Bari-Grecia-Cesme e poco dopo alla compagnia Stern Marittime Lines entrando in servizio sul collegamento Ancona-Grecia-Cesme. Ad agosto la nave viene noleggiata alla compagnia di navigazione CoTuNav per essere impiegata sulla Genova-Tunisi.
A dicembre la nave viene noleggiata alla compagnia di navigazione Meridian Ferries, partendo per Sunderland, dove viene adeguata al servizio nel canale della Manica, viene ribattezzata Spirit Of Indipendence e viene inserita sulla linea Folkestone-Boulogne-sur-Mer, dove debutta il 5 febbraio 1995, ma poco dopo la compagnia fallisce e la nave torna a Corsica Ferries, rimanendo in disarmo nel porto della Spezia.
A settembre del 1998 viene acquistata dalla Millenium Shipping, cambiando nome in Happy Dolphin, entrando in servizio sulla La Spezia-Bastia per conto della Happy Lines il 24 aprile 1999 e rimanendovi fino al 17 ottobre. Tale operazione si ripete fino a ottobre 2001, quando la Happy Lines dichiara fallimento e la nave viene messa in vendita a La Spezia.
Il 25 marzo 2003 la Happy Dolphin viene venduta alla compagnia turca Sancak Line, cambiando nome ad aprile in Derin Deniz, issando bandiera turca ed entrando in linea il 14 giugno tra Cesme e Brindisi; tuttavia l'11 agosto 2003 viene disarmata nel porto di Tuzla e a settembre 2004 viene venduta per la demolizione in India, venendo spiaggiata ad Alang il 17 ottobre dello stesso anno.

## Navi gemelle
- Tian Kun (ex Prins Bertil)
- Scutari IV (ex Gustav Vasa)
- Split 1700 (ex Kronprins Carl Gustaf)
- Tian Peng (ex Munster)
- Merdif (ex Leinster)